# Dzyarzhynskaya Hara
Dzyarzhynskaya Hara (Tiếng Belarus: Дзяржынская гара Dziaržynskaja hara, [dzʲarˈʐɨnskaja]) là điểm cao nhất ở Belarus.
Đó là ngọn đồi cao 345 m (1,130 ft) so với mực nước biển  và nằm ở phía tây Minsk, gần Dzyarzhynsk, trong làng Skirmuntava. Tên ban đầu của ngọn đồi là Святая гара (Svyataya hara), nghĩa chữ là "núi thánh". Năm 1958 đồi được đổi tên thành Dzyarzhynskaya hara, theo tên của Felix Dzerzhinsky, người sáng lập ra NKVD sau này trở thành KGB.